# Apolysis thornei
Apolysis thornei är en tvåvingeart som beskrevs av Hesse 1938. Apolysis thornei ingår i släktet Apolysis och familjen svävflugor. Inga underarter finns listade i Catalogue of Life.